# John Power & Son
Pour les articles homonymes, voir Power.
John Power & Son est une ancienne distillerie de whiskey irlandais fermée depuis 1974.
En 1791, James Power, le tenancier d’une auberge de Dublin, crée la John’s Lane Distillery dans Thomas Street.
Sous le management de son fils, John Power (la distillerie prendra plus tard le nom de John Power & Son), l’entreprise prospère. En 1823, grâce à l’apport d’un alambic de 500 gallons, la production annuelle est de 33 000 gallons. Moins de dix ans plus tard, la production annuelle s’élève à 330 000 gallons.
En même temps que l’agrandissement de la distillerie, la stature de la famille prend de l’ampleur. John Power est fait chevalier puis est nommé Haut Sheriff de Dublin.
En 1866, John Power & Son commence à mettre en bouteille son propre whisky, devenant ainsi la première distillerie à posséder en propre une structure d’embouteillage. Jusqu’à cette date-là, les whiskies étaient vendus en tonneaux. Les bouteilles arborent une étiquette jaune, c’est de là que provient le nom et la marque Powers Gold Label.
En 1871, alors que la distillerie occupe une surface de 28 000 m2, elle est reconstruite dans un style victorien. Son bâtiment principal est alors considéré comme un des plus élégants de la ville de Dublin.
Le dernier membre de la famille siégeant au conseil d’administration de la société est Sir Thomas Talbot qui est décédé en 1936. L’entreprise reste aux mains de la famille jusqu’en 1966, quand Powers s’allie avec les dernières distilleries en fonctionnement en Irlande, la Cork Distillers Company et son rival de Dublin John Jameson & Son, pour former le groupe Irish Distillers.
La nouvelle entité ainsi créée décide, dans un plan audacieux, de fermer toutes les distilleries existantes pour regrouper l’entière production d’Irish whiskey dans une nouvelle distillerie construite à Midleton dans le Comté de Cork.[Quand ?]
En 1972, la dernière distillerie indépendante de l’île d’Irlande Bushmills rejoint le groupe Irish Distillers.
Entre 1988 et 1989, Pernod Ricard reprend le contrôle d'Irish Distillers,.

## La production

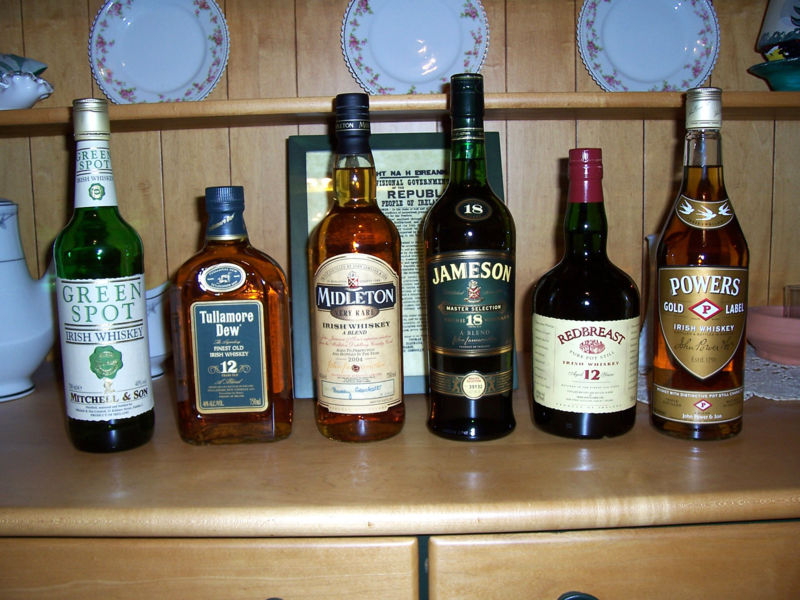
Powers Gold Label, première bouteille sur la droite.

La distillerie n’existe plus à Dublin, mais la marque Powers est toujours d’actualité. Irish Distillers a simplement transféré la production dans la distillerie ultra moderne de Midleton.
- Powers Gold Label. Il s’agit d’un blend compose approximativement de 70 % de pure pot still whiskey et 30 % de whisky de grain[3]. Il s’en vend environ 2,5 millions de bouteilles par an[4]. Ce whiskey est un des plus populaires en Irlande.
- Powers 12 Year Old Reserve. La marque premium de Powers. C’est un blend compose d’une très forte proportion de pure pot still whiskeys âgés de 12 à 24 ans[5].